# 哈维·塞耶
哈维·斯蒂芬·塞耶（英語：Harvey Stephen Sayer；2003年1月6日—）是一名英格蘭足球運動員，司職翼鋒，現時效力英甲球會洛斯托夫特鎮。

## 球會生涯
2017年1月，14歲的塞耶進入科尔切斯特联學習踢球。2019/20球季，他被外借到英格蘭足球依斯米安聯賽甲組北球隊莫尔登蒂普特里，但只上場2次，包括依斯米安聯賽盃對薩德伯里，及在埃塞克斯郡高級盃中下半場入替上場以4-0擊敗威特姆鎮的賽事，之後他被召回到母會。
2020年9月29日，塞耶首次代表科尔切斯特联在聯業比賽上場，他在英格蘭足球聯賽錦標賽對西汉姆联U21的賽事中下半場才上場，最後球隊以1-0取勝。2021年1月11日，他與球會簽下首份職業合約，使他留隊至2023年夏天。2021年2月23日，他首次在英格兰足球联赛上場，在英格蘭足球乙級聯賽比賽對埃克塞特城的賽事末段上場，而最終賽果為科尔切斯特联以2-1勝出。
2021年8月21日，他被外借到英格蘭足球全國聯賽南球會比利列卡，並在同日以5-2擊敗伊斯特本的賽事中上場，整個外借期間共上場4次。10月21日，塞耶被外借到英格蘭足球南部聯賽超級組中球會尼德姆馬基特，整個外借期間共上場37次及打進9球，包括在薩福克郡超級盃決賽中在點球大戰擊敗萊斯頓勝出。
2022/23球季，他再度被外借至莫尔登蒂普特里，這次效力期間共上場22次及打進5球。2023年2月，他改為外借到斯托馬基特鎮一個月，外借期後來延長至季末，期間他在各項賽事共上場15次取得3進球。季末，他被母會科尔切斯特联放棄成為自由身球員，使他在科尔切斯特联的6年半生涯結束。
2023年8月11日，他轉投依斯米安聯賽甲組北球會洛斯托夫特鎮，整個球季他在各項賽事共上場41次打進26球，而球隊亦晉級至南部聯賽超級組中。

## 國家隊生涯
2018年2月，塞耶被徵召上英格蘭U15集訓營，並在對比利時的比賽中上場。